# Marca Ávara

La Marca Ávara al este de Baviera entre los ríos Danubio y el Drava
Austrasia franca en 774
Territorios lombardos y bávaros incorporados por Carlomagno hasta 788
Territorios dependientes

La Marca Ávara (Avaria, en alemán: Awarenmark) fue un distrito fronterizo al sureste del Imperio Carolingio, establecido a finales del siglo VIII por Carlomagno contra los ávaros en el río Danubio en lo que hoy es la Baja Austria.

## Historia
Desde cerca de 560, los ávaros habían dominado grandes extensiones de la llanura panónica y Carantania, al sureste de Reino de los francos, aunque en las décadas anteriores, el Kaganato ávaro había tenido que soportar incursiones búlgaras y croatas. Para asegurar la frontera de su imperio y el tráfico de las rutas comerciales hacia Oriente, Carlomagno se alió con el kan Krum de Bulgaria y el duque croata Vojnomir y, desde 791, emprendió varias campañas contra los ávaros que, según la Vita Karoli Magni, apenas resistieron. En 795 los ejércitos carolingios al mando del hijo de Carlomagno Pipino de Italia destruyeron la principal fortaleza ávara llamada el Anillo de los Ávaros y sometieron a vasallaje al gran kan, mientras que los ávaros restantes se retiraron más allá del río Tisza. La victoria se perpetuó en el poema De Pippini regis Victoria Avarica.
Carlomagno constituyó la Marca Ávara al este del río Enns. La frontera del distrito de Avaria y Carantania se prolongaba a lo largo de la frontera oriental del ducado de Baviera, desde la cuenca del Danubio hasta el río Drava y al este de Friul, con el propósito de proteger el imperio de cualquier ataque futuro desde Panonia. La jefatura militar de la Marca Ávara se confió al conde Gerold von Vintzgau, de Alamania, a su hijo Gerlod el Joven, y a Erico de Friul, que gobernaban como margraves con autoridad sobre los condes locales y con derecho hacer levas (Marchfutter).
Mientras surgían nuevas amenazas (el duque Ludovico de Posavina y los señores de la Gran Moravia), los ávaros desaparecieron de los registros en la década de 820 y la Marca Ávara con ellos. Con Baviera, su marca más oriental (marcha orientalis, también Marca de Panonia), se integró en la Francia Oriental en virtud del Tratado de Verdún de 843. La adyacente cuenca panonia, al este de los ríos Leitha y Morava (March), fue ocupada por los magiares hacia el año 900, que también conquistaron la antigua Marca Ávara tras la batalla de Presburgo de 907. El rey germano Otón I la recuperó después de su victoria en la batalla de Lechfeld (955). Cuando en 976 su hijo el emperador Otón II elevó la vasta Marca de Carintia bávara a ducado, la restante marcha orientalis a lo largo del Danubio se transformó en Marca de Austria (Ostarrîchi).